# 安芸左代
安芸 左代（あき さよ、1876年〈明治9年〉11月14日 - 1961年〈昭和36年〉8月19日）は、日本の教育者。北海道の北海道庁立札幌高等女学校（後の北海道札幌北高等学校）に30年以上にわたって教員として勤務し、生涯を女子教育に捧げ、多くの後進を育成して、女性の社会進出の基盤を作り上げることに貢献した。

## 経歴

### 少女期 - 学生時代
東京の本所で誕生した。「女に学問は不要」と言われる時代にあって、幼少時から勉強好きであった。明治維新から間もなく、日本の激しい変化を敏感に感じて育った左代は、やがて「女にも学問が必要な時代が来るはず」と考え始めた。
1885年（明治18年）、父の仕事の関係で北海道にわたり、高等科4年（学制改革後の中学2年に相当）修了時に父が函館転勤となったことで、函館の遺愛女学校へ進学した。
1896年（明治29年）に、東京女子高等師範学校（後のお茶の水女子大学）に入学した。北海道の女性で同校への進学は初めての例であった。遺愛女学校で親しんだ英文学を専攻し、1900年（明治33年）に卒業した。当時のすべての教科目である英語・修身以下13課目の中等教員免許状を得た。

### 教員生活

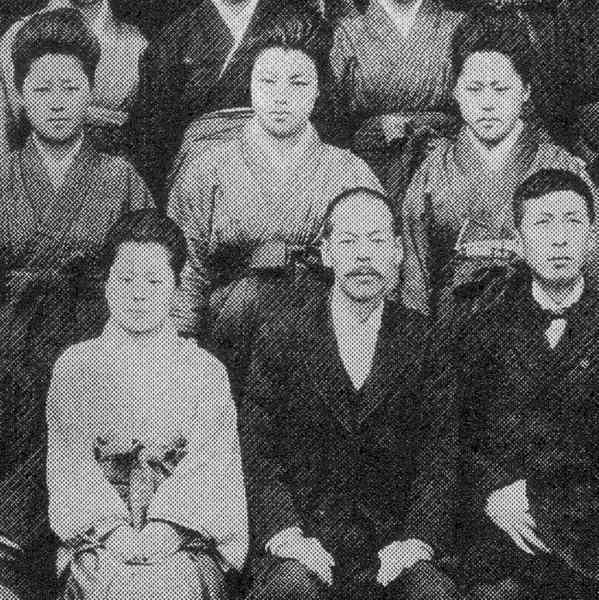
庁立札幌高等女学校の第1回卒業式の集合写真。前列向かって左が安芸左代。

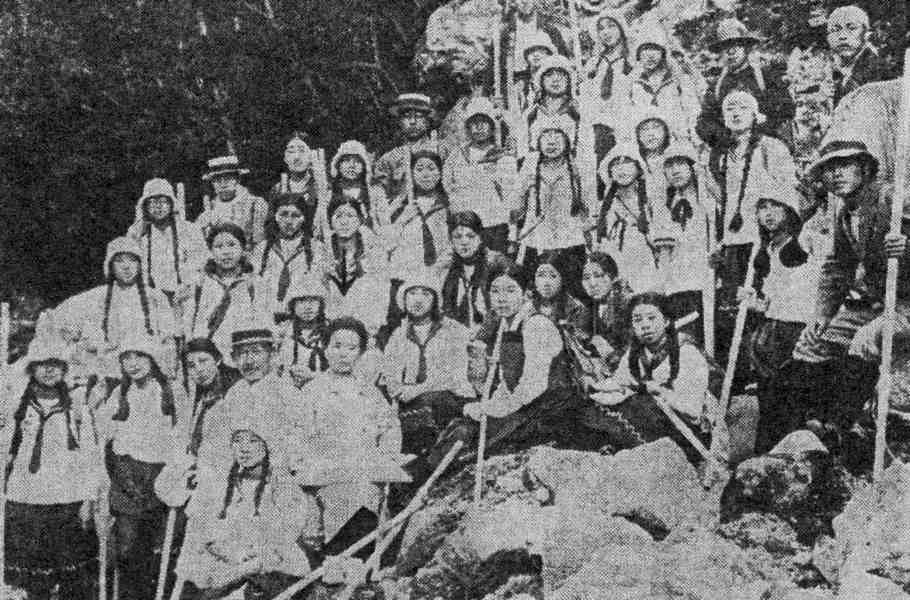
1931年（昭和6年）の同校生徒たちによる大雪山登山。前列左から5人目が安芸左代。

卒業後は福井県立高等女学校での勤務を経て、1902年（明治35年）、札幌に新設された庁立札幌高等女学校（以下、庁立高女と略）に招かれた。初年度に赴任した教員は9人で、内7人が女性、内4人が左代たち東京女子高等師範学校の出身者だった。新設の学校のため、授業よりまず生徒募集や入学試験など、多忙な日々を送った。
左代はまた、当時の流行の服装を検討し、女学生たちの制服も考案した。昭和時代に洋服が一般化する前に考案されたその制服は、着物、袴、旅、草履といったもので、中でも袴の裾の山型の白線は、学校の象徴、女生徒たちの誇りともなった。
学校では専門の教科よりも、主に修身と作法を担当して、時には体操も教えた。アメリカのベンジャミン・フランクリンによる節制、勤勉、誠実などの「フランクリンの十三徳」を示し、それを生徒に実行するよう勧めた。学校の備品は紙1枚すら無駄にせず、週番のときは窓の鍵1つ1つを確かめた。
厳しさの一方で、港の見学、登山など、生徒たちに楽しみを与えることもあった。苦学する学生には自身の給料で文房具を買い与え、生徒1人1人の悩みに乗るなど、物質的、精神的な援助を受ける生徒も少なくなかった。
私生活では、1904年（明治37年）に結婚して一児をもうけたものの、その夫を病気で喪うという悲劇にも見舞われた。しかし両親に支えられ、生徒たちからも激励の声を受けて、遺された子の育児と教育に没頭した。
1927年（昭和2年）の創立25周年、1932年（昭和7年）の創立30周年記念式典では、永年勤続者として表彰を受けた。

### 退職 - 晩年
1933年（昭和8年）、息子の独立と共に、56歳で庁立高女を退職した。余生は茶道に打ち込みたいと考えていたところ、庁立高女から茶道の嘱託を依頼され、左代は喜んでそれを引き受けた。
1954年（昭和29年）、左代は78歳で嘱託を辞した。左代の茶道は、庁立高女が男女共学の北海道札幌北高等学校となるまで続けられ、20年以上にわたる職の中で、祖母、母、子の3代にわたって教えを受けた者も少なくなかった。
1960年（昭和35年）春に体調を崩して、札幌市立病院に入院した。一時は快方へ向かったものの、1961年（昭和36年）8月、84歳で死去した。教え子の1人である森田たまは、「りんどうの露のあしたの別れかな」と追悼の句を捧げた。

## 人物・評価
その厳格さから、生徒たちからは「おっかない先生」の仇名で呼ばれたが、それだけにまた頼りにされ、敬愛された。強い責任感の持ち主であり、ときには自らの実行で模範を示す態度は、生徒たちの努力へと繋がった。「庁立高女の精神的支柱だった」との声もある。
政治的・社会的よりも、従順な良妻賢母を育てることを主目的とする明治期の中等女子教にあって、理想的な婦人像の典型として生きようとした左代は、教育観もまた封建的な要素を含んでいたといえる。しかしそれは時代的な制約によるものであり、当時の堅実な教育の担当者として、女子教育に発展に寄与していたとも考えられている。
教え子の1人、書道家の松本春子は、左代のことを「終生忘れられない恩師の1人」と語っている。春子にとっては、勉強、修身、作法などに加えて、左代の文字の美しさが非常に印象的であり、自身が書道に興味を抱いたことも左代の影響があったと語っている。